# 大石昭弘
大石 昭弘（おおいし あきひろ、1967年 (昭和42年) 8月4日 - ）は、日本の俳優。元エクラン社、現松竹撮影所俳優部所属。
身長175cm。血液型A型。富山県射水郡小杉町(現在の射水市)出身。

## 出演

### 映画
- 助太刀屋助六 （2002年） 榊原足軽 役
- 壬生義士伝（2003年） 新選組・勘定方A 役
- ゲゲゲの鬼太郎（2007年）作業員・石森 役
- ふたたび swing me again（2009年）警官 役
- ニセ札 (2009年) 傍聴人 役
- 獄に咲く花（2010年）野山獄牢役人・孫助 役
- 最後の忠臣蔵（2010年）茶屋四郎次郎家・手代 役
- 天地明察（2012年）観測所の研究員 役
- 武士の献立（2013年）使者 役
- 関西ジャニーズJr.の京都太秦行進曲！（2013年） GONメンバー・春日部尊 役
- 超高速!参勤交代（2014年）内藤政醇・側近 役
  - 超高速!参勤交代 リターンズ（2016年）足軽 役
- 駆込み女と駆出し男（2015年）お側衆１ 役
- NINJA THE MONSTER（2015年）家臣A 役
- 合葬（2015年）笠井役
- 本能寺ホテル（2017年）織田家臣D 役
- 関ヶ原（2017年）直江兼続・家臣 役
- あの日のオルガン（2017年）亀島利一 役
- 天外者（2020年）薩摩藩・家臣 役
- HOKUSAI（2021年）与力 役
- 燃えよ剣 (2021年)
- 鬼平犯科帳 血闘（2024年5月10日〈予定〉） - 竹内孫四郎 役

### テレビドラマ
- 付き馬屋おえん事件帳 第3シリーズ 第9話 （1995年6月5日、テレビ東京） - 勝蔵 役
- 鬼平犯科帳 第6シリーズ スペシャル「迷路」（1995年9月20日、フジテレビ）
- 土曜ワイド劇場（テレビ朝日）
  - 新・赤かぶ検事奮戦記
    - 第2シリーズ「呪いの紙草履 越中八尾・おわら風の盆の謎」（1995年10月21日）
    - 第9シリーズ「郡上八幡盆踊り 完全犯罪殺人」 （1999年7月10日） - ガソリンスタンド店員、中津 役
    - 第15シリーズ 「飛騨古川祭り・起した太鼓は涙に霞む 名門旧家入り婿殺人事件」（2003年12月6日） - 刑事2 役

  - 和久峻三ミステリー 京都セクシー妖怪殺人案内〜嵯峨野に棲む吸血美女の復讐!（1997年8月16日） - 地を吸われる男 役
  - 京都殺人案内 第24シリーズ「松江・宍道湖 夕陽に消えた殺人者！音川刑事が歩く宿命の旅路」（2001年4月21日） - 原口裕司 役
  - 天才刑事・野呂盆六
    - シリーズ6「六華家 - 哀しみ色の館」（2011年9月17日） - 刑事A 役
    - シリーズ8「見知らぬ他人」（2013年8月10日） - 会館の支配人 役
    - シリーズ9「鬼・もう1人の女」（2014年7月19日） - 京都府警捜査員 山瀬 役
- 天保義民伝・土に生きる（1999年10月、テレビ東京） - 京都町奉行同心 上田 役
- 第8回時代小説大賞スペシャル「仲蔵狂乱」（2000年、朝日放送）
- 五瓣の椿 第1回 - 第5回（2001年、NHK） 同心・井田十兵衛 役
- 怪談百物語 第1回「四谷怪談」（2002年、フジテレビ） - 同心 役
- 金田一耕助ファイル 迷路荘の惨劇（2002年10月2日、テレビ東京） - 所轄署の刑事 役
- 夜桜お染 第9話「親の仇」（2004年1月20日、フジテレビ） - 浜田藩士・板垣新之助 役
- 京都祇園入り婿刑事事件簿（フジテレビ） 
  - 第9シリーズ（2003年5月3日） - 御厨流・弟子 役
  - 第11シリーズ（2004年4月16日） - 警官 役
- 剣客商売（藤田まこと版）（フジテレビ）
  - 第4シリーズ 第2話「約束金二十両」（2003年1月28日） - 若侍・青山 役
  - 第5シリーズ 第2話「秘密 (かくしごと)」（2004年2月10日） - 安西 役
- 赤い月（2004年5月5日・6日、テレビ東京） - 憲兵 役
- 恋する京女将 音姫千尋の事件簿（2004年11月22日、TBS） - 「竹村」の店員 役
- 華岡青洲の妻（2005年1月21日- 2月25日、NHK） - 医生・林周蔵 役
- 巷説百物語シリーズ（WOWOW）
  - 「狐者異」（2005年3月27日） - 職人 役
  - 「飛縁魔」（2006年4月） - 役人A 役
- 天下騒乱〜徳川三代の陰謀（2006年1月2日、テレビ東京） - 家臣1 役
- 奇跡の夫婦愛スペシャル 虹を架ける王妃（2006年11月24日、フジテレビ） - 侍従B 役
- ちいさこべ～若棟梁と九人の子～ 第1回「大工魂」（2006年9月7日、NHK） - 酒屋 役
- しゃばけ（2007年11月24日、フジテレビ） - 東屋・番頭 役
  - うそうそ（2008年11月29日） - 村人・弍 役
- 必殺仕事人2007（2007年7月7日、テレビ朝日） - 伊賀者・面や 役
- よろずや平四郎活人剣 第2話（2007年4月27日、テレビ東京） - 同心 北村役
- 刺客請負人（2007年、テレビ東京） - 武家B 役
- 日本偉人大賞2007（2007年4月7日、フジテレビ） - 「お市の方」家臣2役 「ミステリー部門 ～将軍・徳川吉宗誕生の裏に隠された7つの死～」豊島半之丞役
- 山村美紗サスペンス 京都門司港殺人事件（2008年4月18日、フジテレビ） - 津久井浩一 役
- 虹への手紙 第1話 「花・御室仁和寺駅」（2008年7月7日、ホームドラマチャンネル） - 咲子の夫・藤井輝夫 役
- 日本史サスペンス劇場（2008年4月16日 - 2009年3月11日、日本テレビ）多数出演
- 寧々〜おんな太閤記（2009年1月2日、テレビ東京） - 小西行長 役
- 必殺仕事人2009 第15話「昔の女」（2009年5月8日、テレビ朝日） - 多吉 役
- 赤かぶ検事奮戦記シリーズ（TBS）
  - シリーズ3（2011年11月） - 鑑識係官 山崎 役
  - シリーズ5（2015年2月） - 100円ショップの店員 役
  - シリーズ6（2016年11月） - 裁判長 役
  - シリーズ7（2017年11月） - 裁判長 役
  - 連続ドラマ 第1話 - 第9話（2010年1月 - 3月）  - 京都府警・刑事 木村 役
- 松本清張スペシャル 球形の荒野（2010年11月26日・27日、フジテレビ） - フロントマン役
- 雲霧仁左衛門（2013年10月 - 11月、NHK BSプレミアム） - 木村与四郎 役
  - 雲霧仁左衛門2（2015年2月 - 3月）
  - 雲霧仁左衛門3（2017年1月 - 2月）
  - 雲霧仁左衛門4（2018年9月 - 10月）
  - 雲霧仁左衛門5（2022年1月 - 3月）
- 鬼平外伝（時代劇専門チャンネル）
  - 鬼平外伝 熊五郎の顔（2011年） - 同心 木塚役
  - 鬼平外伝 正月四日の客（2013年）
  - 鬼平外伝 老盗流転（2014年） - 清五郎 役
  - 鬼平外伝 最終章 四度目の女房 （2016年12月10日） - 目明かし 役
- 忠臣蔵〜その義その愛（2012年、テレビ東京） - 潮田又之丞 役
- 金曜プレステージ 推理作家・池加代子〜殺しのシナリオ〜（2012年5月18日、フジテレビ） - プロデューサー 役
- ネプチューンの超体験!タイムワープ旅行社〜時間旅行で江戸時代へ〜（2012年6月5日、日本テレビ） - 与兵衛寿司の番頭 松吉 役
- 闇の狩人（2014年、時代劇専門チャンネル） - 土岐家家臣 伊村 役
- 妻は、くノ一 第1話（2013年4月5日、NHK BSプレミアム） - 平戸藩士 島田 役
- 警察大学校 日丸教授の事件ノート（2014年7月9日、テレビ東京） - 川田（岐阜県警岐阜城南警察署刑事課 刑事）役
- 剣客商売（北大路欣也版）（フジテレビ）
  - 鬼熊酒屋（2014年8月8日） - 藤次の手下 浪人1 役
  - 手裏剣お秀（2018年12月21日） - 門人A役
- BS時代劇 一路（2015年7月31日 - 9月25日、NHK BSプレミアム） - 蒔坂家家臣A 役
- 子連れ信兵衛 第五話・最終話（2015年、BSプレミアム） - 信兵器の弟 松村市之丞 役
- 藤沢周平 新ドラマシリーズ（時代劇専門チャンネル）
  - 冬の日（2015年12月6日） - 弥之助の仲間 連れの男 役
  - 橋ものがたり 吹く風は秋（2017年10月） - 難波屋 若い衆役
- 石川五右衛門 第1話 - 第6話（2016年10月14日 - 11月18日、テレビ東京） - 渡辺勘兵衛 役
- 伝七捕物帳シリーズ（NHK BSプレミアム）
  - シリーズ1 第3話（2016年7月29日） - 同心 役
  - シリーズ2 第6話（2017年9月8日） - 鳴海屋の手代 弥助 役
- NHK連続テレビ小説
  - わろてんか 3週 第14回（2017年） - 祭男1 役
  - おちょやん 22週 第108回（2020年） - 町人A 役
- 池波正太郎時代劇 光と影 第2話「武家の恥」（2017年10月10日、BSジャパン） - 松代藩重臣・お偽派指導者 望月主米 役
- 新 京都殺人案内（2018年2月9日、フジテレビ） - 京都ホウラク寺の僧 役
- くノ一忍法帖 蛍火（2018年、BSジャパン）
  - 第1話「瞳術開眼」 - 侍A 役
  - 第2話「傘骨連判状」 - 村人 茂左衛門 役
- 池波正太郎時代劇スペシャル「雨の首ふり坂」（2018年7月21日、時代劇専門チャンネル） - 竹原一家 椎名の平六 役
- 上意討ち（2020年12月5日、BS-TBS） - 供の者2 役
- 恐怖新聞 第4話（2020年9月19日、東海テレビ） - 弁護士 役
- 武士とその妻（2022年3月12日、BS-TBS） - 供侍 橋本 役
- 鬼平犯科帳 本所・桜屋敷（2024年1月8日、時代劇専門チャンネル） - 竹内孫四郎 役

### Vシネマ
- 日本暴力地帯
  - 第3シリーズ（1998年）張の仲間 李建華 役
- 首領への道
  - 第七部 （1999年）白虎会若い衆 芦田 役
- 野望の軍団
  - 第3・第4シリーズ （1999年）亀田組幹部 日高鉄夫 役
- くノ一忍法伝　天使と悪魔～女淫哀涙抄～（2002年）ならず者 男2 役
- 実録・大阪やくざ戦争 報復 （2002年）谷建組事務局長 松中益夫 役
- 実録 北陸やくざ戦争 殺しの盃（2002年）組員Z 役
- 実録 東北やくざ戦争 覇桜の道（2003年）組員役
- 実録・名古屋やくざ戦争 統一への道 （2004年）松家多部連合三台目多部本家総長付 板垣利彰 役（3）
- 実録 新選組（2006年）新撰組 長州間者 御倉 役

### 舞台
- 五木ひろし特別公演 
  - 「沓掛時次郎」 （1994年 11月）南座
  - 「歌・舞・奏 スペシャル」（2005年 11月）新歌舞伎座
- 田村正和
  - 「新・刀化粧 」（1995年 5月）劇場 飛天
  - 「恋山彦」（1998年 5月）劇場 飛天
  - 「乾いて候 PARTⅡ -切なく生きて-」（2000年 2月）松竹座
  - 「新・乾いて候 そなたもおなじ野の花か」（2003年 2月）松竹座
- 中条きよし特別公演 
  - 「任侠 二台目はん」（1997年 6月）新歌舞伎座
  - 「必殺三味線屋勇次」（1998年 8月）新歌舞伎座

- 鳥羽一郎、山川豊 兄弟特別公演 
  - 「唄う！弥次喜多 -故郷に帰る-」（1998年 1月）新歌舞伎座
  - 「痛快！清水港 ～石松と次郎長～」（1999年 7月）新歌舞伎座
- 山本陽子 「付き馬屋おえん -恋は未練よ紅牡丹-」（1998年 7月）南座
- 松平健特別公演 
  - 「吉宗評判記 暴れん坊将軍 -吉宗の恋-」
  - 「越路の子守唄」（1998年 11月）新歌舞伎座
  - 「不死鳥よ波濤を越えて」（2000年 11月）梅田コマ劇場
  - 「用心棒」（2002年 11月）梅田コマ劇場
  - 「暴れん坊将軍」
  - 「唄う絵草紙」（2006年 10月）新歌舞伎座
- 舟木一夫特別公演
  - 「新吾十番勝負」（1999年 10月）新歌舞伎座
  - 「鯉名の銀平 雪の渡り鳥」（2001年 6月）新歌舞伎座
  - 「月形半平太」（2006年 1月）新歌舞伎座
  - 「次男坊鴉」（2007年 10月）新歌舞伎座
- 山本譲二、新沼謙治、角川博 新秋特別公演「旅姿三人おとこ 三人の石松」（2000年 9月）新歌舞伎座
- 天童よしみ特別公演
  - 「おてんば娘 浪花の捕物帳」（2001年 2月）新歌舞伎座
  - 「天童よしみの 姫さまお役者道中」（2005年 9月）新歌舞伎座
  - 「痛快時代劇 紅頭巾パートⅡ 天童よしみの弁天小僧」（2008年 3月）新歌舞伎座
- 中村美律子特別公演
  - 「華麗！美律子の名曲花舞台」
  - 「中村美律子オンステージ 浪花の夏祭り」（2004年 7月）新歌舞伎座
  - 「美律子の狸道中膝栗毛」
  - 「中村美律子オンステージ」（2006年 8月）新歌舞伎座
- 松井誠特別公演
  - 「越後夢人情 身代わり三度笠」
  - 「誠版 スーパーレビュー」（2004年 10月）新歌舞伎座
  - 「乾いて候」
  - 「誠版レビュー 華・艶・舞」（2007年 12月）新歌舞伎座
- 杉良太郎公演
  - 「拝領妻始末」
  - 「清水次郎長」（2005年 7月）新歌舞伎座
- 川中美幸特別公演
  - 「「なにわ怪盗伝」春や春 花吹雪 振袖小僧」
  - 「パワフル美幸オンステージ 人・うた・心」（2006年 4月）新歌舞伎座
  - 「出雲の阿国」（2007年 5月）新歌舞伎座
  - 「緋牡丹お竜」（2008年 9月）新歌舞伎座
- 早乙女太一特別公演
  - 「相馬の千太郎」（2008年 2月）新歌舞伎座 用心棒・黒田玄番 役
  - なんば新歌舞伎座さよなら公演

「鯉名の銀平 雪の渡り鳥」（2009年 2月）新歌舞伎座 用心棒・吉岡剛十郎 役

### CM
- イズモ葬祭テレビCM
  - 15秒バージョン
  - 30秒バージョン
  - Web限定バージョン